# 谷直美
谷直美（1948年10月20日—），本名為谷奈绪美，出身於日本福岡的女演員、電影導演。
藝名由來是谷崎潤一郎的「谷」字和其作品《癡人之愛》的女主人「直美」組合而成的。

## 生平
18歲時到東京發展，在1967年以粉紅色電影《特別》步入影壇。
之後便開始出演SM電影，並加入了日活主演了知名SM電影的《花與蛇》，其演出深受性虐大師團鬼六的喜愛，使得「SM女王」封號更隨之而來。
1972年，首次擔任電影導演，執導了《性殺手》一片。
1979年，淡出影壇，先後經營了餐廳、俱樂部等事業。
2012年5月20日，偕同小沼勝導演共同出席日活為慶祝創立100週年在澀谷舉行的「日活的成人電影一直活著」主題（上映過去的一些粉紅色電影），此日上映的則是《供品夫人》。
2013年，宣布退休。

## 作品
- 《特別》 (1967)
- 《奴隷未亡人》 (1967)
- 《花與蛇》 (1974)
- 《供品夫人》 (1974)
- 《黒薔薇昇天》（1975年）
- 《新妻地獄》 (1975)
- 《残酷・黒薔薇私刑》 (1975)
- 《潮濕的情慾　绽放吧！鬱金香》 (1975)
- 《怪貓土耳其風呂》 (1975)
- 《侵犯》（1976）
- 《花芯的刺青》 (1976)
- 《幼妻絶叫！！！》 (1976)
- 《團鬼六：夕顔夫人》 (1976)
- 《牢籠中的妖精》 (1977)
- 《悶絕！！》 (1977)
- 《性與愛的鬥牛》 (1977)
- 《團鬼六：縄化粧》 (1978)
- 《黒薔薇夫人》 (1978)
- 《團鬼六：縄與肌》 (1979)